# ابن سعيد (عرعر)
هجرة ابن سعيد هي هجرة، تبعد عن مدينة عرعر 30 كلم تجاه الغرب على طريق عرعر - طريف.